# Rudnia (dopływ Narwi)
Rudnia – struga, prawy dopływ Narwi, płynie przez obszar gminy Zabłudów i gm. Narew w woj. podlaskim. Łączna powierzchnia zlewni wynosi 90,92 km². Posiada trzy bezimienne lewe dopływy (płynące spod Rafałówki, Dobrzyniówki i Gnieciuk, z czego ostatni zdecydowanie dominuje nad pozostałymi długością i powierzchnią zlewni.